# Dreispitz-Ahorn
Der Dreispitz-Ahorn (Acer buergerianum), auch Dreizahn-Ahorn genannt, ist eine Pflanzenart aus der Gattung der Ahorne (Acer) innerhalb der Familie der Seifenbaumgewächse (Sapindaceae). Er ist in Japan, Taiwan und China verbreitet.

## Beschreibung

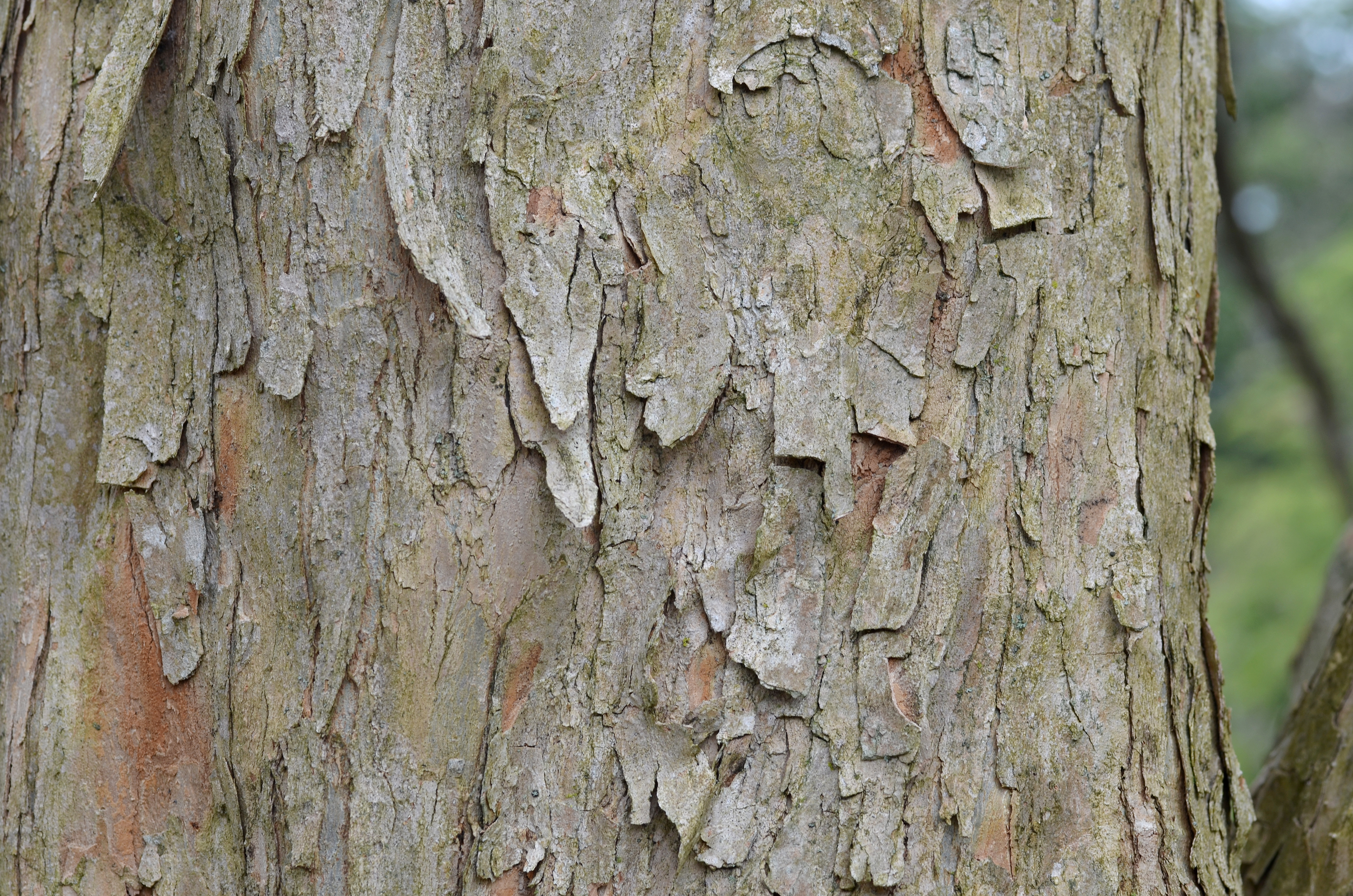
Borke

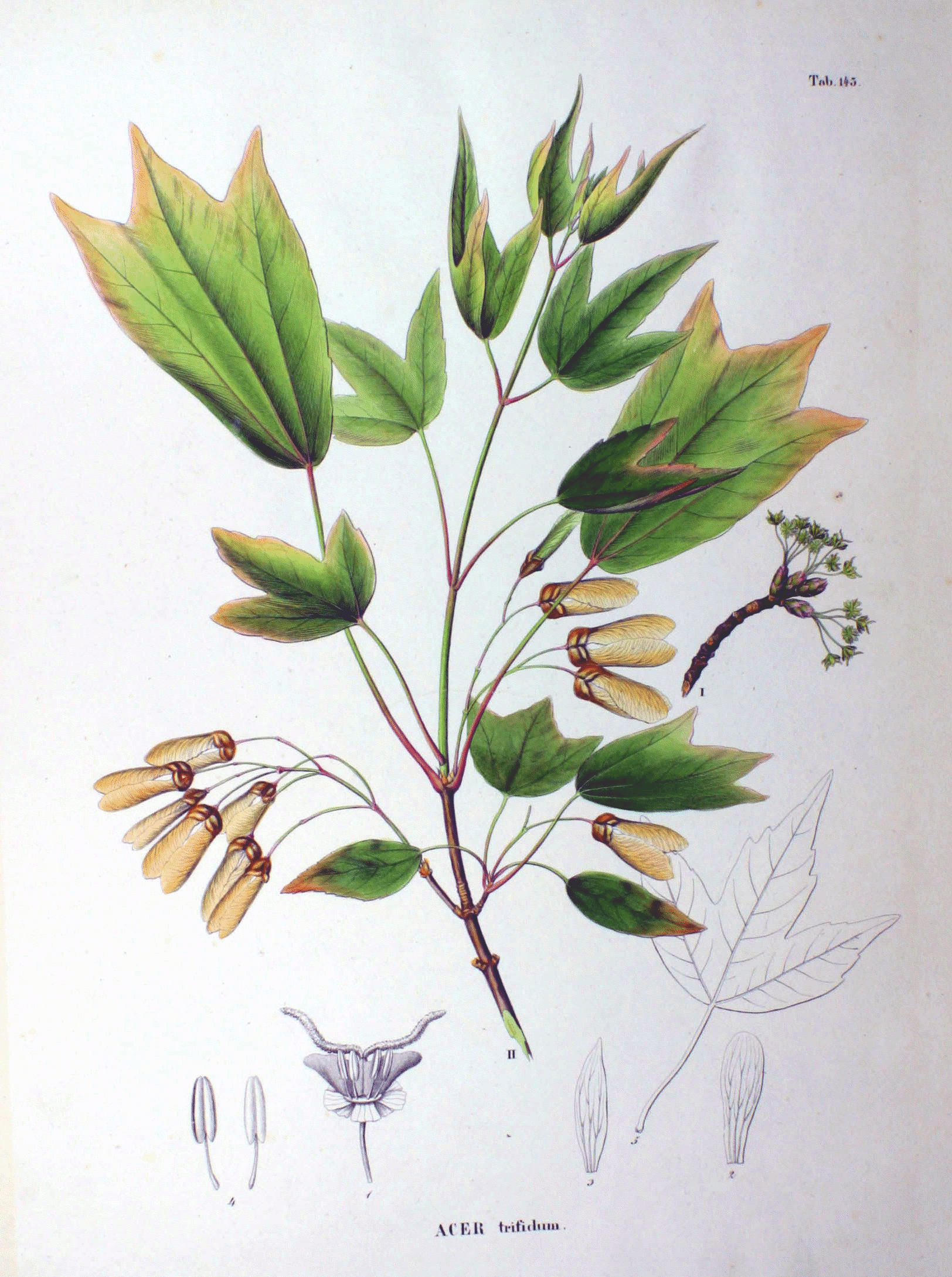
Illustration aus Philipp Franz von Siebold, Joseph Gerhard Zuccarini: Flora Japonica, 1870

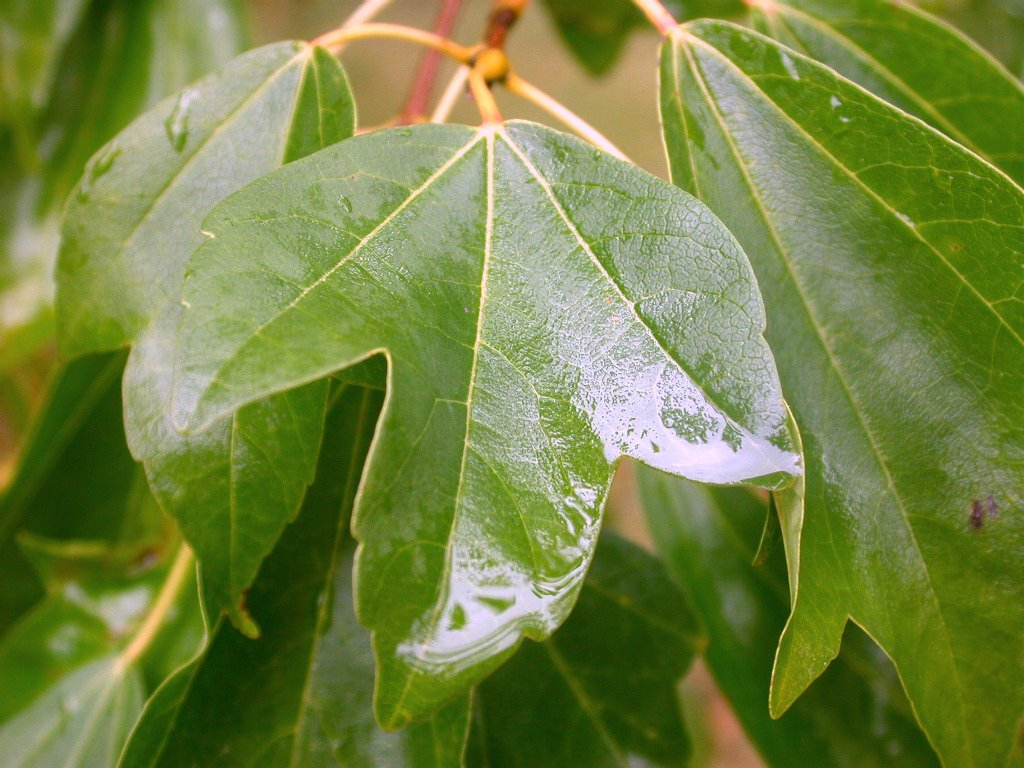
Gestieltes, dreilappiges Laubblatt

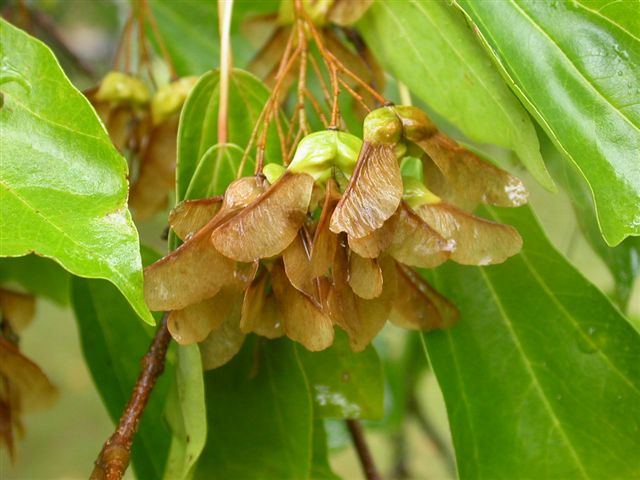
Flügelnüsse

### Vegetative Merkmale
Beim Dreispitz-Ahorn handelt es sich um einen sommergrünen Baum, der Wuchshöhen von 5 bis zu 20 Metern erreicht (in Mitteleuropa meist nur 10 bis 12 Metern). Die Rinde der relativ dünnen Zweige ist kahl. Die raue Borke ist im Alter tief gefurcht und in rechteckige Platten gefeldert. Die braunen Winterknospen sind relativ klein sowie ellipsoidal und ihre Knospenschuppen sind entlang ihrer Ränder zottig behaart.
Die gegenständig an den Zweigen angeordneten Laubblätter sind in Blattstiel und -spreite gegliedert. Der kahle Blattstiel ist mit einer Länge von 2,5 bis 5, selten bis 8 Zentimetern etwa so lang wie die Blattspreite. Die pergamentartige Blattspreite ist bei einer Breite von meist 6 bis 8 (3 bis zu 10) Zentimetern sowie einer Länge von meist 4 bis 6 (3 bis zu 10) Zentimetern im Umriss eiförmig, verkehrt-eiförmig, elliptisch oder kreisförmig und je nach Varietät mehr oder weniger tief dreilappig, selten ist sie einfach, mit gerundeter oder keilförmiger Basis. Die Blattlappen sind dreieckig, spitz, vorwärts oder etwas zur Seite gerichtet, der Blattrand ist ganzrandig oder mit wenigen, unregelmäßigen Zähnen versehen. Die kahle Blattoberseite ist glänzend dunkelgrün. Die weißliche Blattunterseite ist hell oder blaugrün, anfangs etwas flaumig behaart, besonders an den Blattnerven. Es sind drei Hauptnerven vorhanden. Der Mittellappen ist dreieckig-eiförmig oder lanzettlich mit spitzem oder kurz zugespitztem oberen Ende. Die beiden seitlichen Blattlappen sind kurz mit spitzem oberen Ende und meist glattem Rand, selten sind wenige Zähnchen vorhanden; manchmal sind die Seitenlappen sehr klein oder kaum erkennbar. Im Herbst färben sich die Laubblätter auffallend in verschiedenen Rot- bis Orangetönen.

### Generative Merkmale
Die Blütezeit reicht von April bis Mai, kurz nach dem Laubaustrieb; in China liegt sie im April. Bei Acer buergerianum liegt Andromonözie vor; neben zwittrigen kommen auch rein männliche Blüten vor. Endständig sich an den Zweigen befindende Doldenrispen-Blütenstände sind etwa 3 Zentimeter breit, flaumig behaart und enthalten viele Blüten. Der behaarte Blütenstiel ist 5 bis 10 Millimeter lang.
Die relativ kleinen, gelblichen Blüten sind radiärsymmetrisch und fünfzählig mit doppelter Blütenhülle. Die fünf Kelchblätter sind eiförmig und kahl. Die fünf gelblich-weißen Kronblätter sind bei einer Länge von etwa 2 Millimetern schmal-lanzettlich oder spatelig-lanzettlich mit stumpfem oberen Ende. Es sind acht Staubblätter vorhanden. Der extrastaminale Diskus ist kahl. Der Fruchtknoten ist dicht gelblich, zottig behaart. Der sehr kurze Griffel ist kahl. Die Narben sind weit ausgebreitet oder zurückgebogen.
In China reifen die Früchte im August. Die gelblich-braunen Spaltfrüchte sind 2 bis 2,5 Zentimeter lang. Die stark konvexen Nussfrüchte weisen einen Durchmesser von 6 bis 7 Millimetern auf. Der Winkel zwischen den beiden Flügeln variiert.

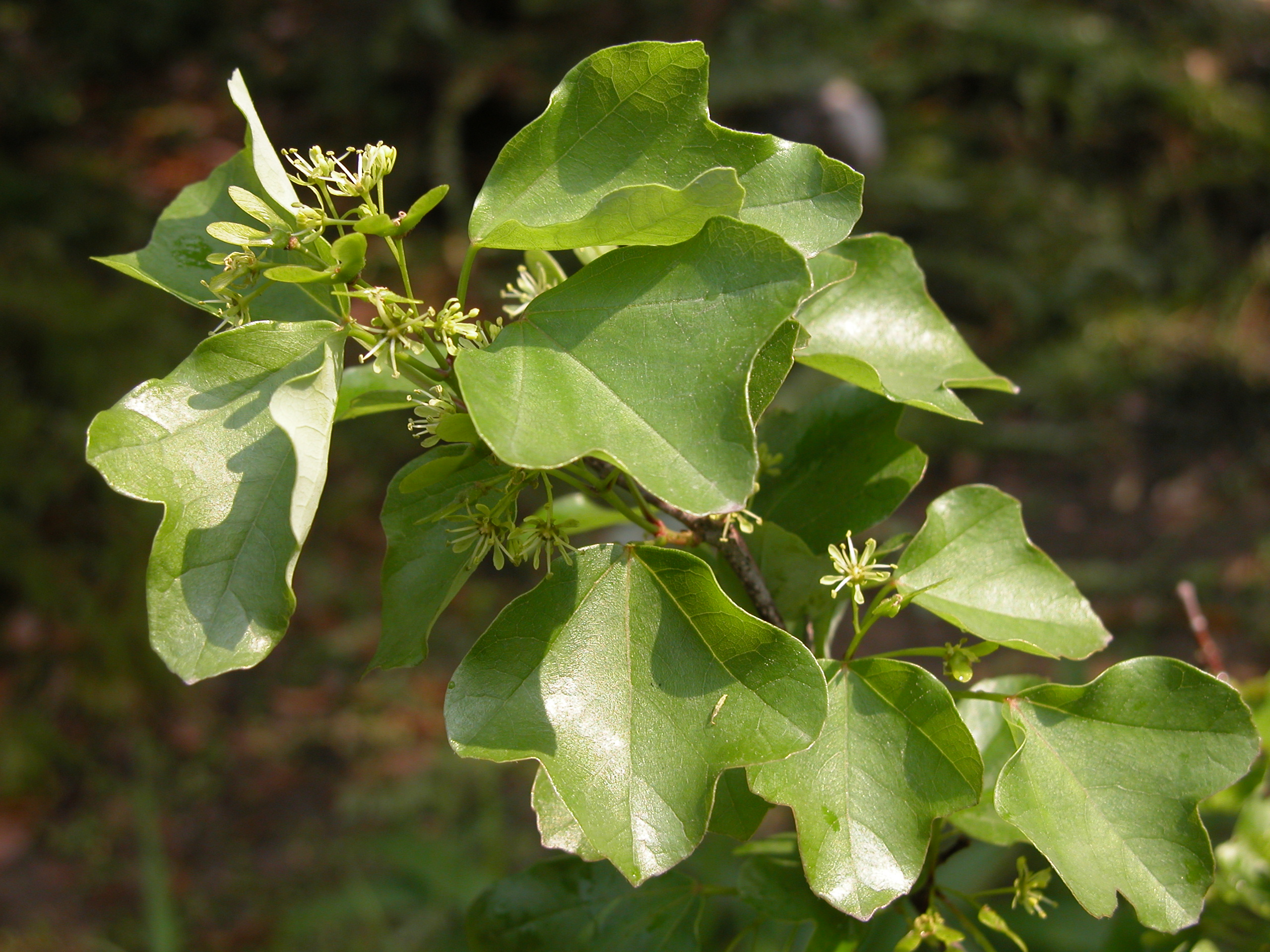
Zweig mit Laubblättern und Blüten von Acer buergerianum var. formosanum

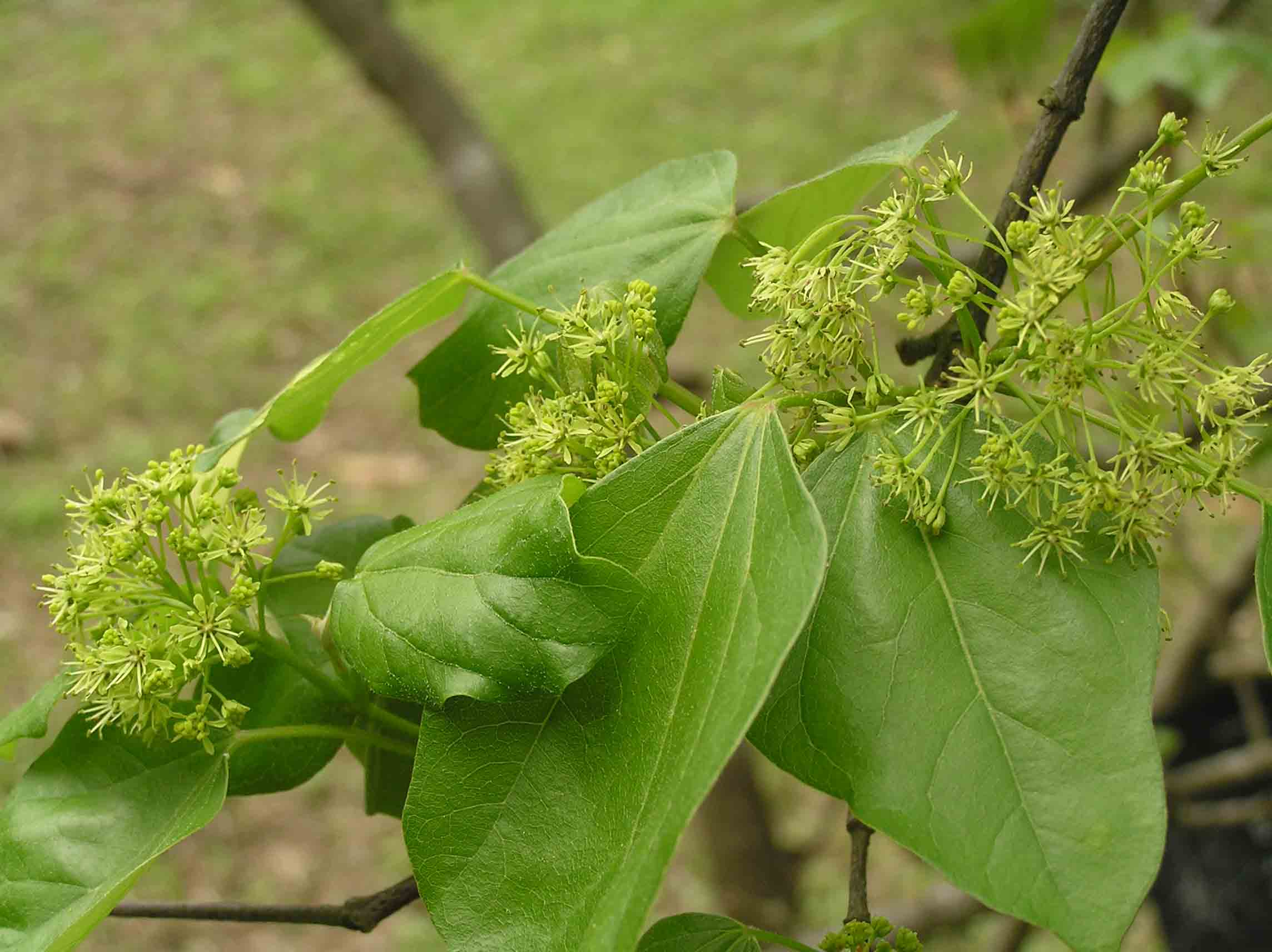
Blütenstand von Acer buergerianum var. formosanum

## Systematik und Verbreitung
Die Erstbeschreibung von Acer buergerianum erfolgte 1865 durch Friedrich Anton Wilhelm Miquel in Annales Musei Botanici Lugduno-Batavi, 2, S. 88. Das Artepitheton buergerianum ehrt den holländischen Pflanzenjäger J. Buerger (1804–1858).
Das Verbreitungsgebiet ist Japan, Taiwan und die chinesischen Provinzen Anhui, Fujian, Gansu, Guangdong, Guizhou, Henan, Hubei, Hunan, Jiangsu, Jiangxi, südliches Shaanxi, Shandong, Sichuan sowie Zhejiang. In China gedeiht Acer buergerianum in Wäldern von der Küste bis in Höhenlagen bis zu 1500 Metern.

Pirc 1994 ordnete Acer buergerianum nach morphologischen Merkmalen in die Reihe Trifida aus Sektion Pentaphylla ein. Mit den zusätzlichen Informationen aus der Molekulargenetik steht Acer buergerianum beispielsweise in der Flora of China 2008 in der Sektion Oblonga.
Beide sind sich aber einig, dass Acer buergerianum verwandt ist mit weiteren ostasiatischen Ahornen, wie Acer oblongum und Acer paxii. Der Dreispitz-Ahorn ist einer der wenigen laubabwerfenden Bäume in dieser Sektion, die meisten verwandten Arten sind immergrün.
Von Acer buergerianum gibt es etwa sechs Varietäten:
- Acer buergerianum Miq. var. buergerianum (Syn.: Acer buergerianum subsp. ningpoense (Hance) A.E.Murray, Acer buergerianum var. ningpoense (Hance) Rehder, Acer buergerianum var. trinerve (Siesmayer) Rehder, Acer lingii W.P.Fang, Acer ningpoense (Hance) W.P.Fang, Acer paxii var. ningpoense (Hance) Pax Acer trialatum L.L.Deng, K.Y.Wei & G.S.Fan, Acer trifidum Hook. & Arn. nom. illeg. non Thunb., Acer trifidum var. ningpoense Hance, Acer trinerve Siesmayer): Sie ist im südlichen bis östlichen China und in Japan verbreitet.[1]
- Acer buergerianum var. horizontale F.P.Metcalf: Dieser Endemit gedeiht unterhalb von 100 Metern nur im südlichen Teil der chinesischen Provinz Zhejiang vor.

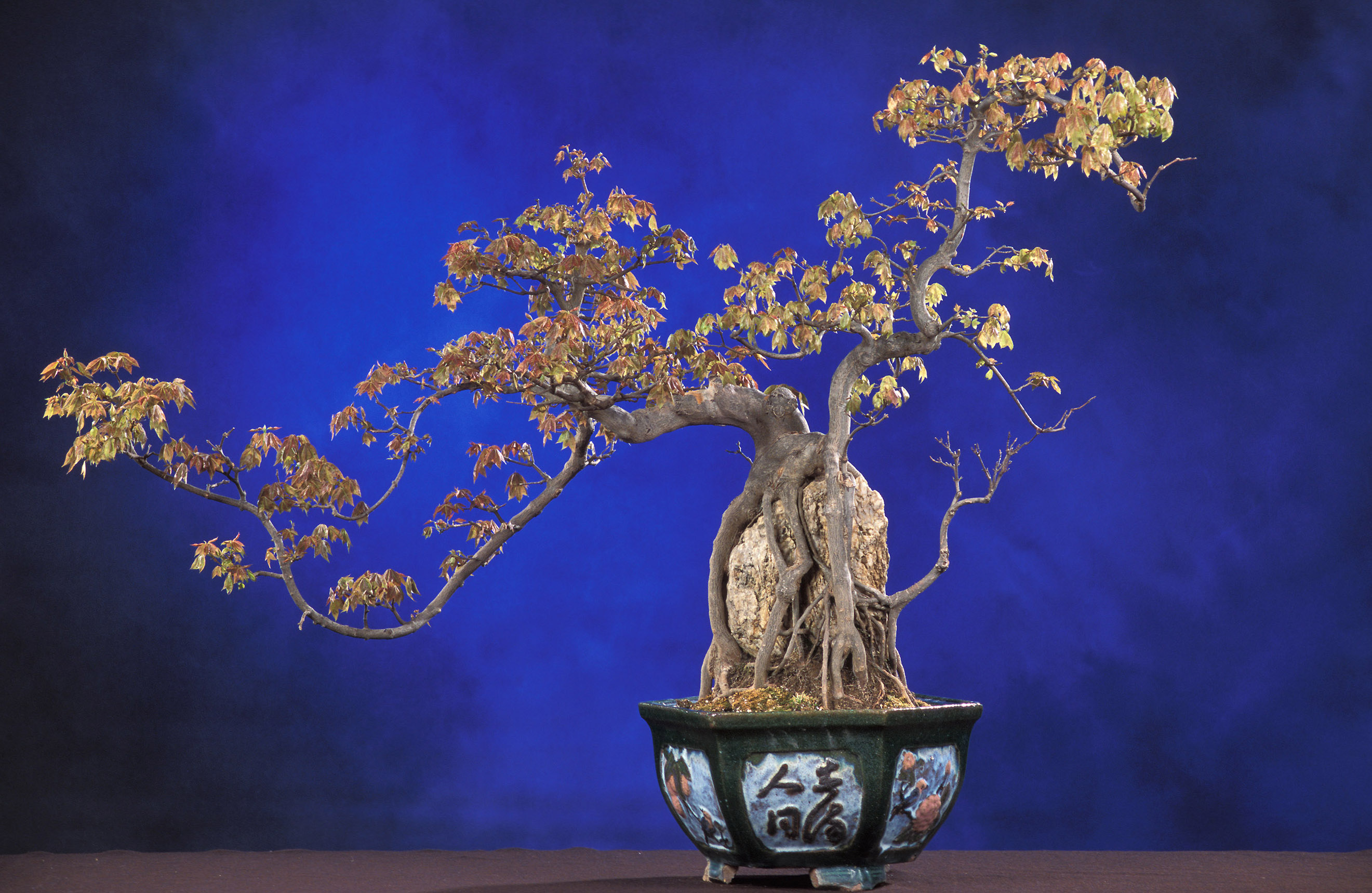
Dreispitz-Ahorn als Bonsai

- Acer buergerianum var. jiujiangense Z.X.Yu: Dieser Endemit gedeiht in Mischwäldern unterhalb von 100 Metern nur in Jiujiang in der chinesischen Provinz Jiangxi vor.[1]
- Acer buergerianum var. formosanum (Hayata ex H.Lév.) Sasaki (Syn.: Acer buergerianum subsp. formosanum (Hayata ex Koidz.) E.Murray & Lauener, Acer trifidum var. formosanum Hayata ex Koidz.): Dieser Endemit gedeiht in Mischwäldern in Höhenlagen von 0 bis 100 Metern nur in zentralen bis nördlichen Taiwan.[1]
- Acer buergerianum var. kaiscianense (Pamp.) W.P.Fang (Syn.: Acer trifidum var. kaiscianensis Pamp.): Sie gedeiht in Mischwäldern in Höhenlagen von 1000 bis 1500 Metern in den chinesischen Provinzen Gansu, Hubei sowie Shaanxi.[1]
- Acer buergerianum var. yentangense W.P.Fang & M.Y.Fang: Dieser Endemit gedeiht in Mischwäldern in Höhenlagen von 700 bis 900 Metern nur im zentralen Teil der chinesischen Provinz Zhejiang.[1]

## Nutzung
Der Dreispitz-Ahorn wird gelegentlich als Ziergehölz im öffentlichen Grün und im Garten genutzt. Dreispitz-Ahorn kann als Bonsai verwendet werden.